# Xandrianismo
El Xandrianismo o Alexandrianismo es una tradición (o "denominación") de la religión neopagana de la Wicca, fundada por Álex Sanders (también conocido como el "Rey de los Brujos") quien, con su esposa, Maxine Sanders, estableció la tradición en los años 1960. La religión xandriana es similar en muchas maneras a la gardneriana, y recibe mención regular en libros sobre wicca como una de las tradiciones más extensamente reconocidas de esta religión.

## Orígenes e Historia
El Xandrianismo es basado en gran medida en el Gardnerianismo, en la cual Sanders fue entrenado en el primer grado de iniciación, también contiene elementos de magia ceremonial y Qabalah, la cual Sanders estudió de manera independiente.
El nombre de la tradición es una referencia tanto al nombre de su fundador, Álex Sanders, como a la antigua biblioteca de Alejandría, la cual fue una de las primeras en el mundo. La elección del nombre fue inspirada por la visión de la biblioteca de intentar juntar el conocimiento y la sabiduría del mundo en solo un lugar. Según Maxine Sanders[cita requerida] el nombre fue escogido cuando Stewart Farrar, un estudiante de los Sanders, comenzó a escribir el libro "What Witches Do".  "Stewart preguntó cómo los brujos que fueron iniciados via nuestros coventículos podrían ser llamados; después de mucha discusión, diojo que "xandriano" lo cual a Álex y a mí nos gustó. Después de ese tiempo estuvimos muy alegres de ser llamados brujos.".
La Wicca xandriana es practicada en el Reino Unido y fuera de éste, incluyendo a Canadá y Estados Unidos.  La Enciclopedia Mística declaró que la Wicca alejandrina nunca ganó la popularidad de la tradición gardneriana porque la publicidad negativa sobre Sanders lo perjudicó.  Según esa enciclopedia en la década de los 80 ninguno de los coventículos alejandrinos en Estados Unidos tenían conexión con el mismo Sanders. Sin embargo, los coventículos xandrianos se formaron mejor en Canadá, donde se establecieron más firmemente antes de la publicidad negativa sobre Álex Sanders[cita requerida].

## Prácticas
En el Xandrianismo, similar a otras prácticas wiccanas tradicionales se enfatiza la polaridad de los géneros, la dualidad. Este énfasis puede ser visto en la celebración de los rituales de los aquelarres (sabbats), los cuales se enfocan en la relación del Dios con la Diosa.[cita requerida]
Comparada con la Wicca gardneriana, la Wicca xandriana es "un poco más ecléctica", de acuerdo a The Encyclopedia of Modern Witchcraft and Neo-Paganism (Enciclopedia de Brujería Moderna y Neo-Paganismo).  Según Maxine Sanders, los alejandrinos adoptaron la actitud de si «esto funciona úsalo».  El uso de deidades, herramientas y nombres elementales también difiere de la tradición gardneriana.  La práctica de "skyclad" o desnudez ritual, es opcional en la Wicca alejandrina, el entrenamiento es enfatizado, y las prácticas de magia ceremonial, tales como Qabalah y magia "enochiana" pueden formar parte del ritual. Los coventículos alejandrinos se reúnen en la Luna nueva, Luna llena y durante la celebración de los aquelarres.

## Rangos y Grados
El Xandrianismo comparte con otros sistemas tradicionales de la Wicca la creencia de que solo un brujo puede hacer a otro brujo.  El proceso a través del cual un individuo es hecho brujo es llamado "iniciación". Al igual que en la Wicca gardneriana, hay tres niveles o grados de iniciación comúnmente llamados "primer", "segundo" y "tercer" grado de iniciación. Solo un brujo de segundo o tercer grado puede iniciar a otro en la brujería, y solo uno de tercer grado puede iniciar a otro en el tercer grado de iniciación. Un brujo o una bruja de tercer grado de iniciación es llamado "Sumo Sacerdote" o "Suma Sacerdotisa". Los Farrar reclaman haber publicado los rituales de las tres ceremonias de iniciación en su libro "Eight Sabbats for Witches" (Ocho Sabats para Brujas).
Algunos xandrianos han instituido un rango preliminar llamado "neófito". En estos coventículos un "neófito" no es obligado por los juramentos tomados por iniciados, y así tienen la oportunidad de examinar la tradición antes de comprometerse. Los neófitos, sin embargo, no son considerados para participar en ciertos aspectos de la tradición hasta que no tomen el primer grado de iniciación.[cita requerida]

## Relación con otras Tradiciones
Ronald Hutton, registró comentarios de practicantes británicos de Wicca gardneriana y alejandrina que dicen que las diferencias entre las dos tradiciones se han desdibujado en las pasadas décadas, y algunos iniciados en ambas tradiciones reconocen la iniciación en una de ellas como una cualificación para la otra. La autora Vivianne Crowley a menudo entrena sus estudiantes en ambas tradiciones. En Estados Unidos, la sacerdotisa alejandrina Mary Nesnick, iniciada en ambas tradiciones, creó una fusión deliberada de las dos, la cual ella llamó tradición "Algard".
Janet y Stewart Farrar, ambos iniciados en la Wicca alejandrina por los Sanders, se describen a sí mismos como dejando la tradición después del lanzamiento de "Eight Sabbats for Witches" (Ocho Aquelarres para Brujos). Más tarde fueron llamados "xandrianos reformados", una descripción que Janet Farrar no utiliza. La llamada "Starkindler Line" se deriva de la Wicca alejandrina, y esta es la mayor influencia en las tradiciones: "Blue Star Wicca" y "Odyssean Wicca".
La Alta Magia y la Qabalah de la Wicca xandriana también delatan la "Ordine Della Luna" en Constantinopla, la cual de 1967 en adelante Sanders operó como un grado secundario o rito auxiliar de la tradición alejandrina, más notablemente en colaboración con Derek Taylor en los años 1980.